# Scopula submarginata
Scopula submarginata là một loài bướm đêm trong họ Geometridae.